# Sous-secrétaire d'État de l'air
Le Sous-secrétaire d’État de l’air occupait un poste ministériel subalterne au sein du gouvernement du Royaume-Uni. Il soutenait le Secrétaire d'État de l'air dans la gestion de la Royal Air Force. Il a été créé le 10 janvier 1919 pour remplacer les postes éphémères de Secrétaire parlementaire de la Commission de l'air et de Secrétaire parlementaire du Conseil de l'air.

## Secrétaire parlementaire de la Commission de l'air, 1916-1917
| Nom        | Mandat | Mandat |
| ---------- | ------ | ------ |
| John Baird | 1916   | 1917   |

## Secrétaire parlementaire du Conseil de l'air, 1917-1919
| Nom        | Mandat | Mandat |
| ---------- | ------ | ------ |
| John Baird | 1917   | 1919   |

## Sous-secrétaire d'État de l'Air, 1919-1964
| Nom                             | Mandat           | Mandat           |
| ------------------------------- | ---------------- | ---------------- |
| J. E. B. Seely                  | 1919             | 1919             |
| George Tryon                    | 1919             | 1920             |
| Charles Vane-Tempest-Stewart    | 1920             | 1921             |
| Ronald Barnes                   | 1921             | 1922             |
| George Sutherland-Leveson-Gower | 1922             | 1924             |
| William Leach                   | 1924             | 1924             |
| Philip Sassoon                  | 1924             | 1929             |
| Frederick Montague              | 1929             | 1931             |
| Philip Sassoon                  | 1931             | 1937             |
| Anthony Muirhead                | 1937             | 1938             |
| Harold Balfour                  | 1938             | 1941             |
| Harold Balfour et Hugh Seely    | 20 juillet 1941  | 21 novembre 1944 |
| Lord Sherwood et Rupert Brabner | 21 novembre 1944 | 27 mars 1945     |
| Lord Sherwood                   | 27 mars          | 12 avril 1945    |
| Lord Sherwood et Quintin Hogg   | 12 avril 1945    | 23 mai 1945      |
| Quintin Hogg and David Beatty   | 26 mai 1945      | 4 août 1945      |
| John Strachey                   | 1945             | 1946             |
| Geoffrey de Freitas             | 1946             | 1950             |
| Aidan Crawley                   | 1950             | 1951             |
| Nigel Birch                     | 1951             | 1952             |
| George Ward                     | 1952             | 1955             |
| Christopher Soames              | 1955             | 1957             |
| Ian Orr-Ewing                   | 1957             | 1959             |
| Airey Neave                     | 1959             | 1959             |
| William Taylor                  | 1959             | 1962             |
| Julian Ridsdale                 | 1962             | 1964             |

## Ministre d'État à la Force aérienne, 1964-1967
| Nom               | Mandat | Mandat         |
| ----------------- | ------ | -------------- |
| Hugh Fraser       | 1964   | 1964           |
| Edward Shackleton | 1964   | 7 janvier 1967 |

## Sous-secrétaire d'État à la Force aérienne, 1964-1981
| Nom               | Mandat         | Mandat         |
| ----------------- | -------------- | -------------- |
| Julian Ridsdale   | 1964           | 1964           |
| Bruce Millan      | 1964           | 1966           |
| Merlyn Rees       | 1966           | 1968           |
| Ian Winterbottom  | 1968           | 24 juin 1970   |
| Antony Lambton    | 24 juin 1970   | 5 juin 1973    |
| Anthony Kershaw   | 5 juin 1973    | 8 janvier 1974 |
| Euan Howard       | 8 janvier 1974 | 8 mars 1974    |
| Brynmor John      | 8 mars 1974    | 14 avril 1976  |
| James Wellbeloved | 14 avril 1976  | 6 mai 1979     |
| Geoffrey Pattie   | 6 mai 1979     | 29 mai 1981    |